# ريك براون
ريك براون (بالإنجليزية: Rick Braun)‏ هو بواق أمريكي، ولد في 6 يوليو 1955 في ألينتاون في الولايات المتحدة.

## وصلات خارجية
- الموقع الرسمي
- ريك براون على موقع IMDb (الإنجليزية)
- ريك براون على موقع ميوزك برينز (الإنجليزية)
- ريك براون على موقع أول ميوزيك (الإنجليزية)
- ريك براون على موقع ديسكوغز (الإنجليزية)
- ريك براون على موقع قاعدة بيانات الفيلم (الإنجليزية)